# ویله ماکلا
ویله ماکلا (فنلاندی: Wille Mäkelä؛ زادهٔ ۲ مارس ۱۹۷۴) ورزشکار کرلینگ اهل فنلاند بود.